# دیوخار ترکمنی
دیوخار ترکمنی (نام علمی: Lycium depressum ) که آنرا آسه نیز گویند، نام یک گونه از سرده دیوخار است. سردهٔ دیوخار یا گرگ تیغ در ایران ۵ گونهٔ درختچه‌ای دارد. دیوخار ترکمنی یکی از ۵ گونهٔ موجود در ایران است.